# Shuowen Jiezi

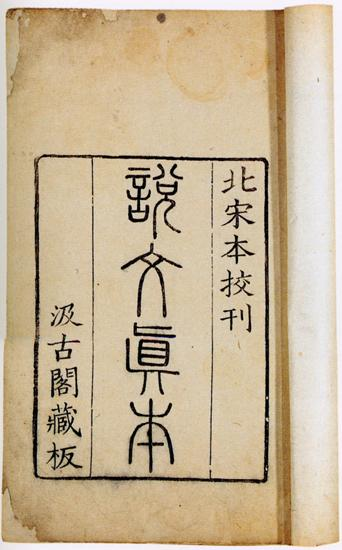
Okładka wydania Shuowen Jiezi z czasów północnej dynastii Song

Shuowen Jiezi (dosł. Objaśnienie znaków prostych i złożonych) – pierwszy chiński słownik etymologiczny, opracowany przez Xu Shena na początku II wieku. To także pierwsza chińska publikacja, w której do uporządkowania znaków użyto systemu 540 kluczy. Xu ukończył słownik w 100 roku, ale ze względu na uwarunkowania polityczne Shuowen ukazał się dopiero w 121 roku. Zawiera objaśnienia dotyczące 9353 znaków pisma kancelaryjnego oraz 1163 obocznych form niektórych z nich.

## Struktura
Układ 540 kluczy był uwarunkowany numerologicznie: 540 = 6 × 9 × 10. Parzysta „6” symbolizuje tu yin, nieparzysta „9” – yang, a „10” symbolizuje dziesięć tzw. niebiańskich pni. Układ ten w późniejszych wiekach zakwestionowano, bo niektóre klucze Xu wyznaczył na siłę, żeby dopasować je do założeń ideologicznych. Aż 159 kluczy odnosi się zaledwie do jednego znaku, a 34 – do żadnego. Mimo to, od czasów Xu Shena klucze pozostają najpopularniejszym systemem organizacji skorowidzów w słownikach chińskiego pisma, chociaż dziś ich liczba jest zredukowana niemal trzykrotnie.
Każdy ze znaków jest również zaliczony do jednej z sześciu kategorii etymologicznych, które objaśnione są w posłowiu słownika. Znaki figurują w formie obowiązującej w piśmie kancelaryjnym, ale podane są również oboczne formy pisma archaicznego oraz wielkopieczęciowego.
Rekordy dotyczące poszczególnych znaków zawierają objaśnienia, od jednosylabowego synonimu do dłuższej definicji, analizującej składniki semantyczne i fonetyczne. Czasami słowniki podaje regionalne warianty graficzne omawianych znaków.
Mała część podanych przez Xu definicji jest błędna, jeśli chodzi o etymologię znaków. Często jego dociekania były nietrafne, bo nie dysponował materiałem obejmującym najstarsze warianty chińskiego pisma: napisy na kościach wróżebnych oraz napisy na brązach (wydobyli je na światło dzienne archeolodzy w XX wieku).
Oryginalna wersja Shuowen zaginęła. Obecne wersje są rekonstrukcjami, które próbowano opracowywać od czasów dynastii Tang.